# Acronicta insita
Acronicta insita är en fjärilsart som beskrevs av Walker 1856. Acronicta insita ingår i släktet Acronicta och familjen nattflyn. Inga underarter finns listade i Catalogue of Life.